# PK戦の記録
PK戦の記録（ピーケーせんのきろく）では、FIFAワールドカップなど、多くの大会のPK戦の記録を表記する。

## 代表

### FIFAワールドカップ
- 1982年 第12回スペイン大会 準決勝 西ドイツ 5-4 フランス
- 1986年 第13回メキシコ大会 準々決勝 フランス 4-3 ブラジル
- 1986年 第13回メキシコ大会 準々決勝 西ドイツ 4-1 メキシコ
- 1986年 第13回メキシコ大会 準々決勝 ベルギー 5-4 スペイン
- 1990年 第14回イタリア大会 決勝トーナメント1回戦 アイルランド 5-4 ルーマニア
- 1990年 第14回イタリア大会 準々決勝 アルゼンチン 3-2 ユーゴスラビア (現:セルビア)
- 1990年 第14回イタリア大会 準決勝 アルゼンチン 4-3 イタリア
- 1990年 第14回イタリア大会 準決勝 西ドイツ 4-3 イングランド
- 1994年 第15回アメリカ大会 決勝トーナメント1回戦 ブルガリア 3-1 メキシコ
- 1994年 第15回アメリカ大会 準々決勝 スウェーデン 5-4 ルーマニア
- 1994年 第15回アメリカ大会 決勝 ブラジル 3-2 イタリア
- 1998年 第16回フランス大会 決勝トーナメント1回戦 アルゼンチン 4-3 イングランド
- 1998年 第16回フランス大会 準々決勝 フランス 4-3 イタリア
- 1998年 第16回フランス大会 準決勝 ブラジル 4-2 オランダ
- 2002年 第17回韓国/日本大会 決勝トーナメント1回戦 スペイン 3-2 アイルランド
- 2002年 第17回韓国/日本大会 準々決勝 韓国 5-3 スペイン
- 2006年 第18回ドイツ大会 決勝トーナメント1回戦 ウクライナ 3-0 スイス
- 2006年 第18回ドイツ大会 準々決勝 ドイツ 4-2 アルゼンチン
- 2006年 第18回ドイツ大会 準々決勝 ポルトガル 3-1 イングランド
- 2006年 第18回ドイツ大会 決勝 イタリア 5-3 フランス
- 2010年 第19回南アフリカ大会 決勝トーナメント1回戦 パラグアイ 5-3 日本
- 2010年 第19回南アフリカ大会 準々決勝 ウルグアイ 4-2 ガーナ
- 2014年 第20回ブラジル大会 決勝トーナメント1回戦 ブラジル 3-2 チリ
- 2014年 第20回ブラジル大会 決勝トーナメント1回戦 コスタリカ 5-3 ギリシャ
- 2014年 第20回ブラジル大会 準々決勝 オランダ 4-3 コスタリカ
- 2014年 第20回ブラジル大会 準決勝 アルゼンチン 4-2 オランダ
- 2018年 第21回ロシア大会 決勝トーナメント1回戦 ロシア 4-3 スペイン
- 2018年 第21回ロシア大会 決勝トーナメント1回戦 クロアチア 3-2 デンマーク
- 2018年 第21回ロシア大会 決勝トーナメント1回戦 イングランド 4-3 コロンビア
- 2018年 第21回ロシア大会 準々決勝 クロアチア 4-3 ロシア
- 2022年 第22回カタール大会 決勝トーナメント1回戦 クロアチア 3-1 日本
- 2022年 第22回カタール大会 決勝トーナメント1回戦 モロッコ 3-0 スペイン
- 2022年 第22回カタール大会 準々決勝 クロアチア 4-2 ブラジル
- 2022年 第22回カタール大会 準々決勝 アルゼンチン 4-3 オランダ
- 2022年 第22回カタール大会 決勝 アルゼンチン 4-2 フランス

#### 補足
- これまでアルゼンチンが7戦6勝、ドイツ(西ドイツ)が1982年のワールドカップ史上初のPK戦以降4戦4勝、クロアチアも4戦4勝[1]と続いている一方、イタリアは2006年決勝で、イングランドが2018年決勝トーナメント1回戦でそれぞれ4回目の挑戦で初勝利を挙げている。

### UEFA欧州選手権（EURO）
- 1976年 第5回ユーゴスラビア大会 決勝 チェコスロバキア 5-3 西ドイツ
- 1980年 第6回イタリア大会 3位決定戦 チェコスロバキア 9-8 イタリア
- 1984年 第7回フランス大会 準決勝 スペイン 5-4 デンマーク
- 1992年 第9回スウェーデン大会 準決勝 デンマーク 5-4 オランダ
- 1996年 第10回イングランド大会 準々決勝 イングランド 4-2 スペイン
- 1996年 第10回イングランド大会 準々決勝 フランス 5-4 オランダ
- 1996年 第10回イングランド大会 準決勝 チェコ 6-5 フランス
- 1996年 第10回イングランド大会 準決勝 ドイツ 6-5 イングランド
- 2000年 第11回ベルギー/オランダ大会 準決勝 イタリア 3-1 オランダ
- 2004年 第12回ポルトガル大会 準々決勝 ポルトガル 6-5 イングランド
- 2004年 第12回ポルトガル大会 準々決勝 オランダ 5-4 スウェーデン
- 2008年 第13回スイス/オーストリア大会 準々決勝 トルコ 4-1 クロアチア
- 2008年 第13回スイス/オーストリア大会 準々決勝 スペイン 4-2 イタリア
- 2012年 第14回ウクライナ/ポーランド大会 準々決勝 イタリア 4-2 イングランド
- 2012年 第14回ウクライナ/ポーランド大会 準決勝 スペイン 4-2 ポルトガル
- 2016年 第15回フランス大会 1回戦 スイス 4-5 ポーランド
- 2016年 第15回フランス大会 準々決勝 ポーランド 3-5 ポルトガル
- 2016年 第15回フランス大会 準々決勝 ドイツ 6-5 イタリア
- 2020年 第16回ヨーロッパ大会 ラウンドオブ16 フランス 4-5 スイス
- 2020年 第16回ヨーロッパ大会 準々決勝 スイス 1-3 スペイン
- 2020年 第16回ヨーロッパ大会 準決勝 イタリア 4-2 スペイン
- 2020年 第16回ヨーロッパ大会 決勝 イタリア 3-2 イングランド
- 2024年 第17回ドイツ大会 1回戦 ポルトガル 3-0 スロベニア
- 2024年 第17回ドイツ大会 準々決勝 ポルトガル 3-5 フランス
- 2024年 第17回ドイツ大会 準々決勝 イングランド 5-3 スイス

#### 補足
- ドイツ（西ドイツ）が主要な大会で唯一敗れたPK戦が1976年大会の決勝。試合時間残り1分で追いつきPK戦にもつれ込んだがウリ・ヘーネスが失敗。一方でチェコスロバキアはアントニーン・パネンカがチップキックでループシュートを決め優勝を決めた。ドイツはこれ以降ワールドカップとEUROで6連勝中である。
- そのチェコも、チェコスロバキア時代からPK戦ではEUROにおいて3戦全勝。うち2戦がサドンデスにもつれているにもかかわらず、3戦合計したPK20本を全て決めている（ワールドカップではPK戦の経験はまだない）。また、対西ドイツ以外の二戦は、PK戦では一般的に不利とされている後攻だった。
- ワールドカップ、EUROのPK戦で4連敗を喫していたイタリアの流れを変えたのがEURO2000の準決勝オランダ戦。この試合でPK戦初勝利を飾ると2006年のワールドカップ決勝でも見事フランスにPK戦で勝利している。さらにEURO2020でも決勝でイングランドに勝利している。

### FIFAコンフェデレーションズカップ
- 1995年 サウジアラビア大会 グループリーグ デンマーク 4-2 メキシコ
- 2005年 ドイツ大会 準決勝 アルゼンチン 6-5 メキシコ

### その他の大会のPK戦の記録
- 2000年 シドニーオリンピック 準々決勝 アメリカ 5-4 日本
- 2000年 シドニーオリンピック 決勝 カメルーン 5-4 スペイン
- 2005年 ワールドカップ予選・大陸間プレーオフ (史上初のPK戦) オーストラリア 4-2 ウルグアイ
- 2012年 ロンドンオリンピック 準々決勝 韓国 5-4 イギリス

## 女子代表

### FIFA女子ワールドカップ
- 1999年 第3回アメリカ大会 決勝 アメリカ 5-4 中国
- 2011年 第6回ドイツ大会 決勝 日本 3-1 アメリカ

## クラブ

### インターコンチネンタルカップ
- 1985年 ユヴェントス 4-2 アルヘンティノス・ジュニアーズ
- 1988年 ナシオナル 7-6 PSV
- 1995年 アヤックス 4-3 グレミオ
- 2003年 ボカ・ジュニアーズ 3-1 ACミラン
- 2004年 FCポルト 8-7 オンセ・カルダス

### FIFAクラブワールドカップ
- 2000年 3位決定戦 クルブ・ネカクサ 4-3 レアル・マドリード
- 2000年 決勝 コリンチャンス 4-3 ヴァスコ・ダ・ガマ
- 2007年 3位決定戦 浦和レッズ 4-2 エトワール・サヘル
- 2009年 3位決定戦 浦項スティーラース 4-3 アトランテ
- 2010年 5位決定戦 パチューカ 4-2 アル・ワフダ
- 2011年 準々決勝 柏レイソル 4-3 モンテレイ
- 2011年 3位決定戦 アル・サッド 5-3 柏レイソル

### UEFAチャンピオンズリーグ
- 1970-1971 2回戦 エバートン 4-3 ボルシアMG
- 1971-1972 準決勝 インテル・ミラノ 5-4 セルティック
- 1973-1974 1回戦 バイエルン・ミュンヘン 4-3 オートヴィーダベリ
- 1973-1974 準々決勝 ウーイペシュト・ドージャ 4-3 スパルタク・トルナヴァ
- 1975-1976 1回戦 マルメ 2-1 マルデブルク
- 1977-1978 1回戦 ベンフィカ 4-1 トルペド・モスクワ
- 1977-1978 準々決勝 ユヴェントス 3-0 アヤックス
- 1978-1979 1回戦  ディナモ・ドレスデン 5-4 パルチザン・ベオグラード
- 1983-1984 決勝 リヴァプール 4-2 ASローマ
- 1984-1985 1回戦 ディナモ・ベルリン 5-4 アバディーン
- 1984-1985 準々決勝 ボルドー 5-3 ドニプロ
- 1985-1986 準決勝 バルセロナ 5-4 IFKヨーテボリ
- 1985-1986 決勝 ステアウア・ブカレスト 2-0 バルセロナ
- 1986-1987 2回戦 レアル・マドリード 3-1 ユヴェントス
- 1987-1988 決勝 PSV 6-5 ベンフィカ
- 1988-1989 1回戦 ヌーシャテル・ザマックス 3-0 ラリサ
- 1988-1989 2回戦 ACミラン 5-3 レッドスター・ベオグラード
- 1990-1991 2回戦 ディナモ・ドレスデン 5-4 マルメ
- 1990-1991 2回戦 スパルタク・モスクワ 5-3 ナポリ
- 1990-1991 決勝 レッドスター・ベオグラード 5-3 マルセイユ
- 1995-1996 決勝 ユヴェントス 4-2 アヤックス
- 2000-2001 決勝 バイエルン・ミュンヘン 5-4 バレンシア
- 2002-2003 決勝 ACミラン 3-2 ユヴェントス
- 2004-2005 準々決勝 PSV 4-2 リヨン
- 2004-2005 決勝 リヴァプール 3-2 ACミラン
- 2007-2008 決勝 マンチェスターU 6-5 チェルシー
- 2008-2009 1回戦 アーセナル 7-6 ASローマ
- 2011-2012 1回戦 APOEL 4-3 リヨン
- 2011-2012 準決勝 バイエルン・ミュンヘン 3-1 レアル・マドリード
- 2011-2012 決勝 チェルシー 4-3 バイエルン・ミュンヘン
- 2015-2016 決勝 レアル・マドリード 5-3 アトレティコ・マドリード

### UEFAヨーロッパリーグ
- 2012-2013 1回戦 ステアウア・ブカレスト 4-2 アヤックス
- 2012-2013 準々決勝 バーゼル 4-1 トッテナム
- 2013-2014 決勝 セビージャ 4-2 ベンフィカ
- 2020-2021 決勝 ビジャレアル 11-10 マンチェスター・ユナイテッド
- 2021-2022 決勝 フランクフルト 5-4 レンジャーズ
- 2022-2023 決勝 セビージャ 4-1 ローマ

### Jリーグ(1998年まで実施)
- 1993年 サントリーシリーズ (前期) 第3節 名古屋グランパス 4-3 横浜マリノス

Jリーグ史上初のPK戦
- 1995年 サントリーシリーズ (前期) 第4節 名古屋グランパス 10-9 浦和レッズ

Jリーグ史上最長のPK戦。浦和の14人目・ブッフバルトが失敗し試合終了。
- 1998年 2ndステージ 第15節 清水エスパルス 4-2 ヴェルディ川崎

Jリーグ最後のPK戦

### Jリーグチャンピオンシップ
- 1999年 CS ジュビロ磐田 4-2 清水エスパルス
- 2004年 CS 横浜F・マリノス 4-2 浦和レッズ

### Jリーグカップ
- 1996年大会 決勝 清水エスパルス 5-4 ヴェルディ川崎
- 1999年大会 決勝 柏レイソル 5-4 鹿島アントラーズ
- 2001年大会 決勝 横浜F・マリノス 3-1 ジュビロ磐田
- 2004年大会 決勝 FC東京 4-2 浦和レッズ
- 2005年大会 決勝 ジェフユナイテッド千葉 5-4 ガンバ大阪
- 2016年大会 決勝 浦和レッズ 5-4 ガンバ大阪
- 2018年大会 準決勝 湘南ベルマーレ 5-4 柏レイソル
- 2019年大会 決勝 川崎フロンターレ 5-4 北海道コンサドーレ札幌
- 2024年大会 決勝 名古屋グランパス 5-4 アルビレックス新潟

### 天皇杯全日本サッカー選手権大会
- 第70回大会 決勝 (1991年元日) 松下電器 4-3 日産自動車
- 第102回大会 決勝(2022年10月16日) ヴァンフォーレ甲府 5-4 サンフレッチェ広島

### 富士ゼロックス スーパーカップ
- 第27回大会 (2020年2月8日) ヴィッセル神戸 3-2 横浜F・マリノス

先攻の横浜Mが3～7人目、後攻の神戸が3～6人目を失敗し、Jリーグにおける公式戦での連続失敗記録を従来の5人連続 から9人連続へと更新した。

## アマチュア
- 2010年11月7日 第89回全国高校サッカー選手権福岡大会決勝 九州国際大学付属高校 21-20 東福岡高校

※この試合最初の5人を含む11人全員が1本も外さず1巡目が終了。16人目は双方が失敗し決着がつかず、22人目のGK同士の蹴りあいで東福岡高校が外し決着がついた。なおキッカーとして44人が登場し、GKに止められた選手はいたがゴールの枠を外した選手は一人もいなかった。